# La Pola
La Pola (en espagnol : Pola de Lena) est une paroisse civile et le chef-lieu de la commune espagnole de Lena située dans la Principauté des Asturies. En 2010, sa population s'élevait à 8 664 habitants.

## Géographie
La Pola est située à 22 km au sud d'Oviedo. Son territoire occupe 31 km2 et est arrosé par la rivière Lena.

## Histoire
La ville est fondée en 1266 par Alphonse X le Sage comme un lieu de passage entre Oviedo et León.